# روني لي (مغنية)
روني لي (بالإنجليزية: Roni Lee)‏ هي ملحنة ومغنية وكاتبة غنائية أمريكية، ولدت في 15 نوفمبر 1956 في لوس أنجلوس في الولايات المتحدة.

## وصلات خارجية
- الموقع الرسمي